# Otto Rommel
Otto Rommel (* 12. Juni 1880 in Mährisch Schönberg; † 6. September 1965 in Salzerbad, Gemeinde Kleinzell/Niederösterreich) war ein österreichischer Literatur- und Theaterhistoriker.

## Leben
Rommel war Gymnasiallehrer in Teschen und Wien. Zusammen mit Adolf Loos, Arnold Schönberg oder Hans Kelsen unterrichtete er am Mädchengymnasium von Eugenie Schwarzwald und war 1916–1919 dessen Leiter. 1919–1937 hatte er die Leitung der Bundeserziehungsanstalt Wien-Breitensee inne. Rommel edierte historisch-kritische Gesamtausgaben, u. a. von Ludwig Anzengruber und Johann Nestroy, und gab 1908–1914 sechzig Bände der Österreichischen Klassikerbibliothek heraus. Er erforschte das populäre Wiener Theater.
Rommels 1952 erschienene Überblicksdarstellung Die Alt-Wiener Volkskomödie gehört noch heute zu den Standardwerken zu diesem Thema. Rommel wertete in ihm den satirischen Johann Nestroy gegenüber den Theaterdichtern Franz Grillparzer und Ferdinand Raimund auf, die beide früher als Nestroy Einzug ins Wiener Burgtheater gehalten hatten. Rommel war publizistisch auch für die Wiener Zeitung tätig.
Zu Vorhaltungen über Rommels Affinität zum Nationalsozialismus äußerte sich die (allerdings selbst einschlägig vorbelastete) Theaterwissenschaftlerin Margret Dietrich am 10. Oktober 1952 in einem Brief an Heinrich Schnitzler, den Sohn des Schriftstellers Arthur Schnitzler: „Rommel ist politisch absolut integer, vertrat ein und denselben Standpunkt von 1906 bis 1952, sauber und klar in allen seinen Taten und Worten. Er erhielt in den vergangenen Jahren den Anerkennungspreis der Stadt Wien.“ (Dokumentationsarchiv des österreichischen Widerstandes 15948/17)

## Auszeichnungen
- 1952: Preis der Stadt Wien für Geisteswissenschaften
- 1960: Ehrenring der Stadt Wien

## Werke
- Charakteristik des Wiener Musendramas 1777–1796. Dissertation, Universität Graz, 1903 (handschriftlich)
- Der Wiener Musenalmanach. 1906.
- Der österreichische Vormärz. 1931.
- Barocktradition im österreichisch-bayerischen Volkstheater. 4 Bände, 1935–39
- Die großen Figuren der Alt-Wiener Volkskomödie. Hanswurst, Kasperl, Thaddädl, Staberl, Raimund und Nestroy. Bindenschild, Wien 1946.
- Ferdinand Raimund. 1947.
- Wiener Renaissance. 1947
- Die Alt-Wiener Volkskomödie. Ihre Geschichte vom barocken Welt-Theater bis zum Tode Nestroys. Anton Schroll, Wien 1952.
- Herausgeber von: Deutsch-österreichische Klassiker-Bibliothek. 48 Bände, 1908–14.
- Herausgeber und Einleitung: Alt-Wiener Volkstheater. 7 Bände. 
  - Band 1: K.F. Hensler: „Das Donauweibchen“, E. Schikaneder: „Der Tiroler Wastel“, J.F. Kringsteiner: „Die Braut in der Klemme“.
  - Band 2: Josef Alois Gleich: „Die Musikanten am hohen Markt“, „Ydor, der Wanderer aus dem Wasserreich“, „Die weißen Hüte“.
  - Band 3 und 4: Carl Meisl: „Das Gespenst auf der Bastei“, „Das Gespenst im Prater“, „Die Geschichte eines echten Schals in Wien“; „Die Entführung der Prinzessin Europa“, „Die Frau Ahndl“, „Der lustige Fritz“.
  - Band 5 und 6: Adolf Bäuerle: „Die Bürger in Wien“, „Aline oder Wien in einem anderen Weltteile“; „Der Fiaker als Marquis“, „Die falsche Primadonna“, „Die schlimme Lisel“.
  - Band 7: Friedrich Kaiser: „Die Schule des Armen“, „Der Schneider als Naturdichter“. Wien, Teschen, Leipzig 1913.
- Herausgeber, mit Rudolf Latzke: Ludwig Anzengruber, Sämtliche Werke, 15 Bände, 1921–25.
- Herausgeber, mit Fritz Brukner: Johann Nestroy, Sämtliche Werke, 15 Bände, 1924–30.
- Herausgeber: Ferdinand Raimund, Gesammelte Werke, 1962.